# منزل السادة (السياني)

تعديل مصدري - تعديل

منزل السادة هي إحدى قرى عزلة النقيلين بمديرية السياني التابعة لمحافظة إب، بلغ تعداد سكانها 620 نسمة حسب تعداد اليمن لعام 2004.